# Saint-Ouen-le-Mauger
Saint-Ouen-le-Mauger é uma comuna francesa na região administrativa da Normandia, no departamento de Sena Marítimo. Estende-se por uma área de 6,1 km². Em 2010 a comuna tinha 296 habitantes (densidade: 48,5 hab./km²).